# Tống Chiêu công (Chiến Quốc)
Tống Chiêu công (chữ Hán: 宋昭公; trị vì: 469 TCN-404 TCN hoặc 468 TCN-422 TCN), tên thật là Tử Đặc (子特), là vị vua thứ 29 hay 30 của nước Tống - chư hầu nhà Chu trong lịch sử Trung Quốc.
Theo Sử ký, Tống Vi tử thế gia, Tống Chiêu công là cháu chắt của Tống Nguyên công, vua thứ 27 của nước Tống, cháu gọi Tống Cảnh công, vua thứ 28 của nước Tống là ông bác. Ông nội ông là công tử Đang Tần, con thứ của Tống Nguyên công, Đang Tần sinh ra Tử Củ, Tử Củ sinh ra Tử Đặc. Lúc còn sinh thời, Tống Cảnh công giết chết công tôn Củ, nên Tử Đặc oán hận Cảnh công. Năm 469 TCN, sau khi Tống Cảnh công chết, Tử Đặc giết thế tử của Cảnh công rồi đoạt ngôi.
Tả truyện ghi chép khác với Sử ký, viết rằng Tống Cảnh công không có con trai. Năm 469 TCN, Cảnh công lâm bệnh, dặn đại thần là Đại Duẩn rằng Tử Khải là người kế vị. Tuy nhiên sau khi Tống Cảnh công mất, các đại phu phản đối. Tử Khải phải chạy sang nước Sở. Người nước Tống lập công tử Đặc lên làm vua, tức Tống Chiêu công.
Sử ký không ghi rõ những hành trạng của ông trong thời gian ở ngôi.
Năm 406 TCN, Tống Chiêu công qua đời. Con ông là Tử Cấu Do lên nối ngôi, tức Tống Điệu công.